# شاه بداغلو
شاه‌ بداغلو هي قرية في مقاطعة خدا أفرين، إيران. عدد سكان هذه القرية هو 91 في سنة 2006.